# Serge Lancel
Serge Lancel (San Miguel del Padrón, 5 settembre 1928 – Grenoble, 9 ottobre 2005) è stato un filologo, archeologo e storico francese..
Specialista del Nord Africa antico, è autore di numerose opere e articoli fondamentali per la conoscenza storica di questa regione.

## Biografia
Serge Lancel è nato a Cuba dove suo padre era un architetto-decoratore. Ha compiuto gli studi secondari a Cannes, Rochefort e al Lycée Louis-le-Grand di Parigi, prima di entrare all'École Normale Supérieure nel 1949 e alla Sorbona..
Laureato in grammatica nel 1952, membro della Scuola Francese di Roma dal 1953 al 1955, autore di una tesi di Stato dedicata alla traduzione ed edizione degli atti del convegno di Cartagine (411), diretto da Henri -Irénée Marrou, ha insegnato successivamente al liceo di Algeri (1954-1958), alla Sorbona, all'Università di Antananarivo, all'Università di Algeri (1963-1965), poi all'Università di Grenoble dal 1965, quando fu nominato professore di storia antica presso l'Università di Stendhal-Grenoble III (1975-1997). È stato anche professore associato presso l'Institute for Advanced Study di Princeton (1978-1979) e professore ospite in diverse università europee, nordafricane e nordamericane, tra cui l'Università di Ottawa nel 1983.
Direttore delle Antichità Storiche nella regione Rhône-Alpes tra il 1973 e il 1975, ha diretto i cantieri di scavo a Tipaza in Algeria e Tunisia, compresa la missione che ha operato sul fianco meridionale della collina di Byrsa (sgombero di un habitat tardo punico denominato "quartiere di Annibale") tra il 1974 e il 1981, nell'ambito della vasta campagna internazionale lanciata dall'UNESCO. Nel 1961, ha lanciato con Jehan Desanges la Bibliografia analitica dell'Africa antica, di cui hanno scritto 19 opuscoli.
Professore emerito, è stato membro del Comitato per le opere storiche e scientifiche, della Società degli Antiquari di Francia e dell'Académie Delphinale. È stato anche direttore della missione archeologica francese a Cartagine dal 1973 al 1978 e co-fondatore e poi primo presidente della Società per lo studio del Maghreb preistorico, antico e medievale.
Corrispondente francese dell'Accademia di iscrizioni e belle lettere dal 1997, è stato eletto il 19 febbraio 2001 membro dell'Accademia di iscrizioni e belle lettere, assumendo la presidenza di André Vernet.

## Pubblicazioni
- Tipasa de Maurétanie, Alger, Ministère de l'Éducation nationale, 1966[6]
- Verrerie antique de Tipasa, Paris, De Boccard, 1967[7]
- Actes de la Conférence de Carthage en 411 - Introduction générale, collana Sources chrétiennes, I, n. 194, Cerf, 1972, ISBN 9782204032063.
- Actes de la Conférence de Carthage en 411 - Texte et traduction de la Capitulation générale et des Actes de la première séance, collana Sources chrétiennes, II, n. 195, Cerf, 1976, ISBN 9782204032070.
- Introduction à la connaissance de Carthage. La colline de Byrsa à l'époque punique, Paris, Recherches sur les civilisations, 1983
- Actes de la Conférence de Carthage en 411, in Additamentum criticum, notices sur les sièges et les toponymes, notes complémentaires et index, IV, n. 373, Cerf, 1992, ISBN 9782204044325.
- Carthage, Paris, Fayard, 1992[8] ISBN 2213028389
- Hannibal, Paris, Fayard, 1995[9] ISBN 221359550X
- Saint Augustin, Paris, Fayard, 1999[10] ISBN 2213602824
- Pax et concordia : chrétiens des premiers siècles en Algérie [en collaboration avec Paul Mattei], Paris, Marsa, 2001
- L'Algérie antique. De Massinissa à saint Augustin, Paris, Mengès, 2003 ISBN 285620421X
- Une saison en Numidie, Paris, Tchou, 2007